# Das Rätsel der Fledermaus
Das Rätsel der Fledermaus (englischer Originaltitel: The Bat) ist ein US-amerikanischer Stummfilm-Thriller von Roland West. Die Vorlagen dazu lieferte Mary Roberts Rinehart mit ihrem Roman The Circular Staircase (1908) und dem Stück The Bat (1920), das sie gemeinsam mit Avery Hopwood verfasste.

## Handlung
Ein Verbrecher mit dem Spitznamen „the Bat“ kündigt im Voraus einen Diebstahl an, den er ausführen wird. Aber er wird pünktlich von einem Rivalen geschlagen. Beide werden in Courtleigh Fleming tätig sein, der Residenz der sehr wohlhabenden Cornelia van Gorder.
Der mächtige Bankier Fleming wird ermordet aufgefunden und gleichzeitig verschwindet sein Untergebener Brooks Bailey. Brooks ist ein junger Kassierer, der in Dale verliebt ist. Brooks, der des Mordes und Diebstahls von zweihunderttausend Dollar verdächtigt wird, lebt versteckt im Haus und ist als Gärtner verkleidet. Lizzie ist allem und jedem gegenüber misstrauisch.
Als der Schuldige erweist sich Moletti, der in Wirklichkeit „the Bat“ ist. Der Verbrecher hat den echten Moletti ersetzt. Er wird jedoch entlarvt und von der Polizei verhaftet.

## Produktion
Regisseur Roland West war angeblich ein großer Fan von Rineharts Bühnenstück The Bat – so sehr, dass er, als die ersten Verhandlungen über den Kauf der Rechte an dem Stück scheiterten, beschloss, stattdessen eine Adaption eines anderen Horror-Bühnenstücks namens The Monster zu inszenieren. Am 11. September 1925 berichtete The Film Daily, Roland West habe die Rechte an dem Stück für 75.000 US-Dollar erworben, um eine Filmversion zu produzieren.
Am 4. November 1925 berichtete The Film Daily, dass Julien Josephson die Drehbuchadaption von The Bat abgeschlossen habe. Die Trade Review berichtete, dass Josephson angeblich „die Filmgeschichte von The Bat geschrieben hat, ohne die allgemeine Handlung zu ändern, aber mysteriöse Komplikationen hinzugefügt hat, die selbst die Hunderttausenden, die das Bühnenstück gesehen haben, verblüffen sollen“, wobei West so weit ging zu behaupten, dass „das Bild selbst für diejenigen, die das Bühnenstück gesehen haben, eine völlige Überraschung sein wird“.

## Kritik
George T. Pardy von Motion Picture World bezeichnete The Bat als „Kassenschlager“ und wurde zu einem der am besten aufgenommenen Filme von West. Die New York Times nannte den Film „sowohl unterhaltsam als auch aufregend“, und Photoplay sagte zu dem Film: "It's thrilling. It's chilling. It´s a scream of laughter and spookiness." („Es ist aufregend. Es ist erschreckend. Es ist ein Schrei des Lachens und der Gruseligkeit.“)

## Aufführung
Der Deulig-Palast am Alten Markt 18/19 in Magdeburg kündigte in einer Annonce in der sozialdemokratischen Tageszeitung Volksstimme Nr. 169 vom 22. Juli 1927 eine Aufführung von “Das Rätsel der Fledermaus – ein fabelhaft spannender Sensationsfilm voller Geheimnisse” zusammen mit „Der Sohn des Scheich“, dem „wundervollen Filmwerk“ mit Rudolph Valentino, an, welcher am 23. August 1926 verstorben war.